# مدرسة الشهارنة
مدرسة الشهارنة هي مدرسة تاريخية تأسست في حي الرفعة الواقع في الأحساء شرق المملكة العربية السعودية عام 1200 هـ الموافق 1785 م .

## الموقع
تقع مدرسة الشهارنة المالكية في الرفعة الجنوبية كما يشير إلى ذلك الأستاذ عبد اللطيف بن عثمان الملا في كتابه لمحات من الحياة التعليمية في الأحساء محددا موقع المدرسة المذكورة بقوله: «مدرسة الشهارنة أولى مدارس أسرة آل مبارك في حي الرفعة الجنوبية بالهفوف، وحيث كانت تقطنه، أسرة آل مبارك قبل انتقال بعض بيوتاتها إلى الصالحية، تقع هذه المدرسة ولم تزل أطلالها باقية بجوار مسجد الشيخ مبارك المسمى المليحية بشارع الرفعة قبل الأسواق النسائية حاليا بالهفوف، وتعتبر – مدرسة الشهارنة – أولى مدارس الأسرة، أنشأت سنة 1200هـ».

## المؤسس
كشفت وثيقة تتضمن رسالة من الإمام سعود بن فيصل إلى فرحان بن خير الله أرسلها سنة 1287 هـ تتضمن إقامة أولاد الشيخ عبداللطيف بن مبارك بن علي المالكي الأحسائي في مساجد و مدارس آبائهم حيث أشار إلى عدة مدارس ومنها مدرسة الشهارنة التي أوقفها محمد بن خليفة الحملي على الشيخ مبارك بن علي المالكي لتدريس الفقه والحديث والتفسير وكان لهذه المدسة أوقاف كثيرة منها وقف العطشان وغيرها .

## التعليم
عنيت مدرسة الشهارنة بتدريس الفقه المالكي .

## المعلمين
تولى التدريس في المدرسة عدة علماء أفاضل منهم القاضي و الفقيه عبداللطيف بن مبارك بن علي الأحسائي حيث قصده الطلاب من خارج الأحساء للتعلم على يده . و أيضًا الفقيه المالكي مبارك بن علي بن قاسم المالكي والذي تعلم على يد الشيخ عيسى بن عبدالرحمن بن مطلق وآخرون ثم بدأ تدريس الفقه المالكي في المدرسة . وقام بتأليف كتاب "هداية السالك إلى مذهب الإمام المالك" وكتاب "تسهيل المسالك إلى هدية السالك" وهو شرح للكتاب السابق وطبق بتحقيق الشيخ عبدالحميد بن مبارك آل الشيخ سنة 1416 هـ .